# هواکشاش
هواکشاش (به اسپانیایی: Huacshash) یک کوه در پرو است که در Peru, Lima Region واقع شده‌است. هواکشاش ۵٬۶۴۴ متر بالاتر از سطح دریا واقع شده‌است.